# Водолија (астролошки знак)
Водолија (лат. Aquarius) је 11. по реду астролошки знак који је омеђен датумима (отприлике) од 20. јануара до 19. фебруара. Спада у знакове позитивног поларитета (мушки, дневни), фиксног је модалитета и припада ваздушном триплицитету.
Неке од држава које су формиране под овим знаком зодијака су: Грчка, Канада, Етиопија, Пољска, Русија и Шведска.
Ознака Водолије, две таласасте црте су таласи који представљају идеје које плове изнова и изнова. Водолија је иноватор, са израженом природном интелигенцијом, стално су жељни нових знања и искуства. Често деца која су у колективу глорификована као аутсајдери имају знак, подзнак или личне планете у овом знаку. Они припадају интровертнијој групи људи. Такође, највише људи у овом знаку су велики хуманисти, борци за људска и мањинска права, као и љубитељи животиња. У свакој Водолији живи скривен бунтовни револуционар, жељан промене. Имају чврсте ставове и јаке моралне догме, не воле осуђивања и радо прихватају разлике, док се против класних подела гласно буне. Уживају у дебатама и размени мишљења са другим људима. Водолије су сјајни научници, уметници, књижевници. Поседују изражену оштроумност и креативност. Пажљиво бирају друштво, имају свој свет и ретко ћете их видети у друштву са људима које слабо познају. Када бисте тражили у ком знаку се налазе изуми то би засигурно био знак Водолије.